# 上山義房
上山義房（生年不詳－1520年）是日本戰國時代在出羽國的武將。上山城城主。兒子有武衛義忠。別稱是武衛義房、最上義房。上山氏是最上氏的一門天童氏的分族，祖先是斯波兼賴的曾孫上山城城主天童滿長。
宗家的最上義定在1514年敗於伊達稙宗，於是服從於伊達氏，義房因此對伊達家相當反感。同年義房向伊達家舉起叛旗並與伊達家戰鬥。不過在伊達家的大軍面前，上山軍惨敗，義房與少數家臣逃亡並潛伏在天童城。上山城被伊達家佔領。
另一方面，伊達家把養子送到最上氏並企圖完全吞併最上氏，山形地方的豪族漸漸對伊達家產生抵抗。看到這個情況的義房在1520年突然現身並再次發起反亂。這次受到寒河江城城主大江兼廣、天童城城主天童賴長、成澤氏等有力豪族支持，於是繼續與伊達家戰鬥。但是最終義房戰死，己方的豪族降伏於伊達家。在這次亂事結束後，最上家完全變成了伊達家的傀儡。不過義房等的反亂亦對伊達家施加了影響。看到豪族們的力量的稙宗取消向最上家送出養子的計劃，取而代之的是把最上家的一門最上義守繼承家督。義房死後，兒子義忠奪回上山城。在義忠的孫兒上山滿兼一代時於天正最上之亂中與最上義光對立。被與義光暗中連結的家臣里見義近（越後）和里見民部父子殺害，上山氏嫡流斷絕。